# リバンドラ
リバンドラ（スワジ語: Libandla）は、エスワティニの立法府である。

## 概要
上院に相当する元老院と下院に相当する代議院の両院で構成する。